# Muddy Waters

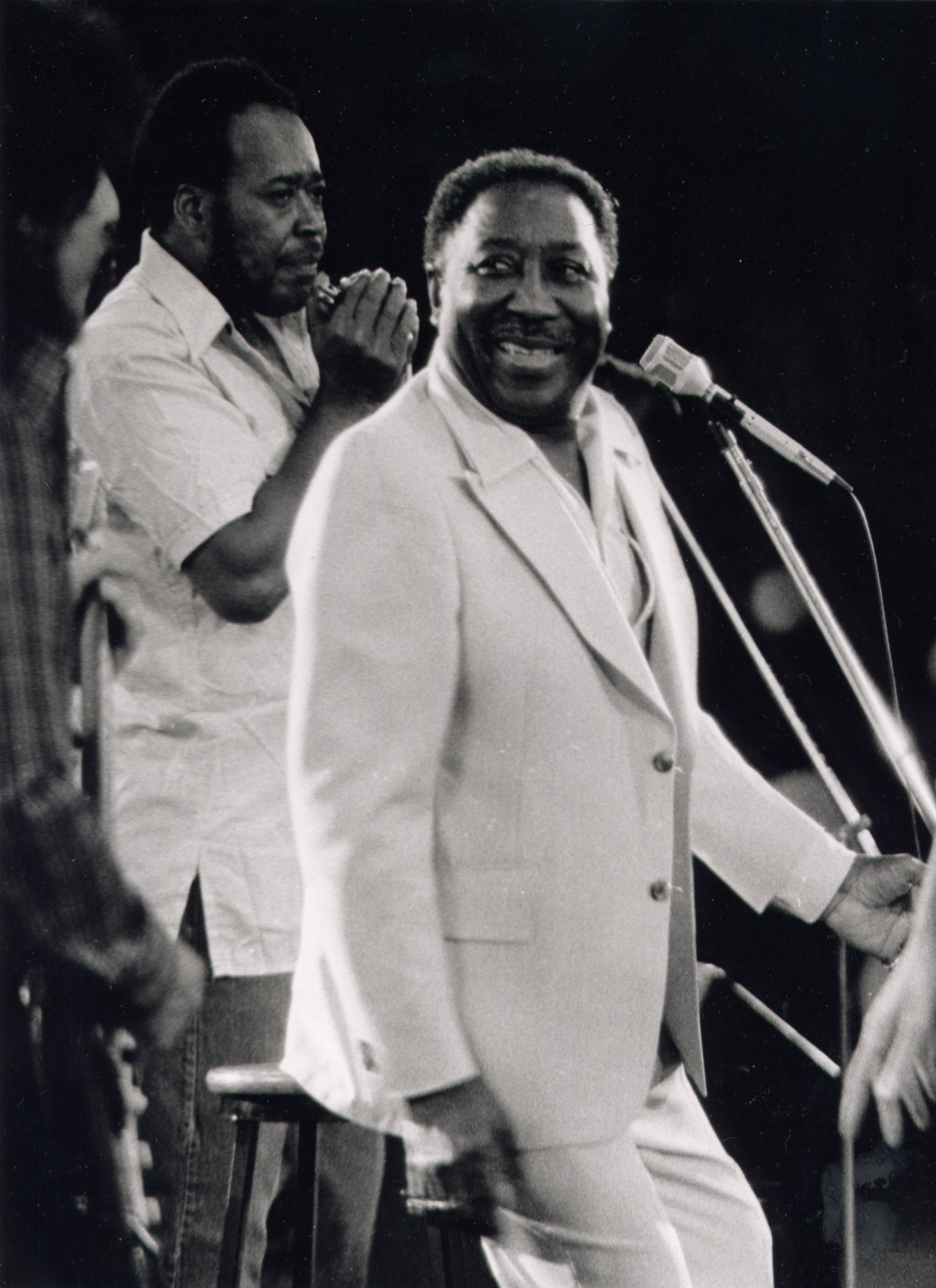
Muddy Waters (1978)

Muddy Waters (* 4. April 1913 in Rolling Fork, Mississippi; † 30. April 1983 in Westmont, Illinois; eigentlich McKinley Morganfield) war einer der einflussreichsten US-amerikanischen Bluesmusiker. Das Rolling Stone Magazine setzt ihn auf Platz 17 der 100 größten Künstler aller Zeiten.

## Leben

### Kindheit und Jugend
Muddy Waters wurde als McKinley Morganfield geboren. Da die Familie in der Nähe eines kleinen Nebenflusses des Mississippi namens Deer Creek wohnte und er oft in diesem spielte und dabei dreckig wurde, bekam er von seiner Großmutter den Spitznamen Muddy Waters („schlammiges Wasser“). 1918 starb seine Mutter, und er wuchs fortan bei seiner Großmutter in Clarksdale auf.
Als Jugendlicher brachte er sich das Mundharmonikaspiel bei, und um 1930 trat er zusammen mit Scott Bowhandle (Gitarre), Son Simms (Fiddle) und Louis Ford (Mandoline) auf Partys und in Juke Joints auf. 1932 kaufte er sich seine erste Gitarre, und Scott Bowhandle brachte ihm die Grundkenntnisse auf dem Instrument bei. Beeinflusst von Son House und Robert Johnson, entwickelte Muddy Waters in den nächsten Jahren eine Bottleneck-Technik.

### Beginn als Musiker
Während Waters als Traktorfahrer auf der Stovall-Plantage arbeitete, nahm er 1941 einige Songs für die Musikforscher Alan Lomax und John Work auf, die damals im Auftrag der US-amerikanischen Library of Congress die Volksmusik in den US-Südstaaten dokumentierten. Zwei dieser Aufnahmen (Country Blues / I Be’s Troubled) erschienen auf einer Schellackplatte, die jedoch nicht zum Verkauf bestimmt war, sondern lediglich Dokumentationszwecken diente. Weitere Aufnahmen folgten 1942 und zeigten Muddy Waters auch im Zusammenspiel mit dem Gitarristen Charles Berry sowie als Mitglied der Son Simms Four. Diese Aufnahmen waren – genauso wie die restlichen Einspielungen von 1941 – für das Archiv der Nationalbibliothek bestimmt und wurden erst 1966 teilweise von Pete Welding auf Testament Records veröffentlicht. Eine Komplettedition (The Complete Plantation Recordings) der Aufnahmen wurde 1993 von MCA Records vorgelegt.
1943 zog Waters, wie viele andere Afro-Amerikaner in dieser Zeit, Richtung Norden nach Chicago. Dort wohnte er zunächst bei seiner Schwester und fand Arbeit in einer Papierfabrik. Nebenher spielte er weiter Gitarre und festigte seinen Ruf als Bluesmusiker. Um sich in den oft überfüllten und daher sehr lauten Clubs behaupten zu können, tauschte er bald seine akustische gegen eine elektrische Gitarre ein. Durch Big Bill Broonzy gelangte er in einen Blues-Club namens Sylvio’s, wo auch Musiker wie Sonny Boy Williamson II., Doctor Clayton oder Tampa Red auftraten. 1946 erhielt er seine erste Chance, eine Platte für ein kommerzielles, wenn auch obskures Plattenlabel (20th Century) einzuspielen. Das Resultat Mean Red Spider wurde lediglich als B-Seite auf einer Single des Sängers James „Sweet Lucy“ Carter veröffentlicht. Eine weitere Aufnahmesession im September 1946 für Columbia Records blieb bis 1973 unveröffentlicht. 1947 spielte Muddy mit dem Pianisten Sunnyland Slim für das kurzlebige Label Tempo-Tone zusammen. Als dieser einen Termin bei der Plattenfirma „Aristocrat“ hatte, ließ er Muddy Waters suchen, damit der ihn begleiten konnte. Am Ende der Aufnahmesession konnte Waters zwei eigene Kompositionen einspielen: Gypsy Woman/Little Annie Mae, die sich nicht zum Hit entwickelten. 1948 erhielt er eine weitere Chance bei Aristocrat Records und nahm seine beiden Stücke I Can’t Be Satisfied und I Feel Like Going Home auf (welche er schon Alan Lomax vorgespielt hatte).
Obwohl diese beiden Stücke völlig anders klangen als die gängigen Bluesstücke jener Zeit (Louis Jordan, Nat King Cole usw.), wurden sie ein regionaler Erfolg. Deshalb spielte Muddy Waters auf Drängen seiner Plattenfirma zunächst weitere Stücke in einer recht kargen Besetzung mit alleine E-Gitarre und Kontrabass ein. Auf seinen Konzerten trat Muddy Waters jedoch längst mit einer eigenen Band auf, der unter anderem damals Jimmy Rogers, Little Walter und Leroy Foster (ersetzt durch Elgin Evans) angehörten. Mittlerweile hatte auch Aristocrat Records (später Chess Records) das Potential der Band erkannt und brachte Platten mit erweiterter Besetzung heraus, die an den Erfolg von I Can’t Be Satisfied und I Feel Like Going Home anknüpfen konnten. Hits aus dieser Zeit waren unter anderem Louisiana Blues (1951), Long Distance Call (1951), Still A Fool (1951) und She Moves Me (1952).

### König des Chicago Blues
Im Jahr 1953 stieß der Pianist Otis Spann zur Band, und der Sound änderte sich abermals. Waters spielte damals weniger Gitarre und konzentrierte sich dafür stärker auf seinen Gesang. Bassist Willie Dixon schrieb einige Hits für Muddy Waters und war bei den meisten Studiosessions mit dabei. Die Besetzung der Band wechselte in den folgenden Jahren mehrmals bei wachsendem Erfolg. Einspielungen aus dieser Zeit – wie etwa I’m Your Hoochie Coochie Man (1954), Just Make Love To Me (1954), Mannish Boy  (1955) oder Trouble No More (1956) – markierten einen Höhepunkt seiner Karriere und gelten heute als Klassiker des Chicago Blues. Waters galt als einer der erfolgreichsten Bluesmusiker und spielte auch außerhalb der USA. So tourte er 1958 mit Otis Spann und der Chris Barber Band durch England, wo er unter anderem mit Cyril Davis und Alexis Korner bei der von diesen initiierten Blues Night im Roundhouse-Pub auftrat.
1960 trat Muddy Waters im Zuge des Folk-Revival auf dem Newport Jazz Festival auf. Für viele weiße Fans war es damals die erste Chance, eine Bluesband live zu erleben. Muddy selbst spielte auf dem Konzert ein wenig Slide-Gitarre, konzentrierte sich aber vor allem auf seinen immer expressiver werdenden Gesang. Die Band bestand damals aus James Cotton, Otis Spann, Pat Hare, Andrew Stephenson und Francis Clay. Der Live-Mitschnitt des Konzerts wurde als Album veröffentlicht und ermöglichte Waters, sich einem neuen Publikum – vor allem in Europa – zu präsentieren.

### Weitere Karriere: Richtungssuche
Kommerziell und künstlerisch gesehen markierten die folgenden Jahre zunächst einen Tiefpunkt in Waters’ Karriere. Aufgrund des allgemein schwindenden Interesses an Blues-Musik in den USA versuchte Chess Records neue Strategien zu finden, um Waters besser vermarkten zu können. Experimente mit modernen bläserorientierten Arrangements, Orgelbegleitung und Background-Sängerinnen blieben ebenso erfolglos wie der Versuch, einen Twist-Song einzuspielen.
1963 wagte die Plattenfirma ein weiteres Experiment: Diesmal präsentierte sie Muddy Waters als Country-Blues-Musiker in einer rein akustischen Umgebung. Keine elektrisch verstärkten Instrumente mehr, lediglich akustische Gitarren, Kontrabass und ein kleines Schlagzeug bildeten das Rückgrat für Muddys intensiven Gesang. Musikalisch erwies sich dieses Experiment als erfolgreich und das daraus resultierende Album Folk Singer führte den Begriff unplugged ein, lange bevor dieser durch MTV Unplugged berühmt wurde.
Im Oktober 1963 tourte Muddy Waters mit dem American Folk Blues Festival durch Europa. Ausschnitte dieser Tournee wurden später in der von Joachim Ernst Berendt produzierten Fernsehsendung Jazz – gehört und gesehen gezeigt. 1964 folgte noch einmal eine Europatournee. Im Gegensatz zu den USA, wo das Interesse der jungen afro-amerikanischen Bevölkerung am Blues immer mehr nachließ, begann sich in Europa die Jugend für den Blues zu begeistern. Viele junge Musiker verehrten Muddy Waters als Vorbild und spielten seine Songs, beispielsweise die Rolling Stones, die auf ihren ersten Alben mehrere Muddy-Waters-Stücke coverten.
Das Publikum von Muddy Waters hatte sich mittlerweile völlig verändert. Seine neuen (weißen) Fans liebten und verlangten nunmehr den Sound der Muddy-Waters-Band der 1950er Jahre, der von den meisten Afro-Amerikanern in den 1960er Jahren als „alter Hut“ abgetan wurde. Chess Records – bislang nur darauf ausgerichtet, Blues für ein afro-amerikanisches Publikum zu produzieren – reagierte auf diesen Trend mit neuen Vermarktungs-Strategien. So erschien 1966 das Brass And The Blues Album, das ein „reifes“ Jazzpublikum ansprechen sollte. Das Album bestand aus Bluesstandards, die von Muddy Waters neu interpretiert wurden. Ein zugefügter Bläsersatz sollte das Produkt musikalisch aufwerten. Von den Fans wurde das Album jedoch größtenteils ignoriert. 1967 erschien dann das Super Blues-Album mit Muddy Waters, Bo Diddley und Little Walter. Dieses Album war als Jam-Session konzipiert und sollte ein Hippie-Publikum ansprechen. Obwohl das Ergebnis etwas chaotisch klang, war das Album erfolgreich genug, um einige Monate später das Super Super Blues-Projekt folgen zu lassen. Das Konzept war identisch; Little Walter wurde durch Howlin’ Wolf ersetzt. 1968 bzw. 1969 folgten die vom Psychedelic Rock beeinflussten Konzept-Alben Electric Mud und After The Rain, die kontrovers diskutiert wurden.
Die Veröffentlichung von Fathers and Sons im September 1969 markierte Muddys Rückkehr zu einem traditionelleren musikalischen Konzept auch im Studio. Für dieses Album hatte man Muddy Waters (als „Vater“) mit jungen US-amerikanischen Musikern – Mike Bloomfield, Paul Butterfield und Donald „Duck“ Dunn – zusammengebracht. Mit Unterstützung von Otis Spann am Klavier und Sam Lay am Schlagzeug entstanden hörenswerte Neuauflagen einiger seiner Klassiker. Die zweite LP des Doppelalbums war ein Mitschnitt eines Konzerts, das im Anschluss an die Studio-Sessions stattgefunden hatte. Im Oktober 1969 wurde Waters bei einem Autounfall schwer verletzt und war monatelang auf Krücken angewiesen. Ende 1970 konnte er jedoch schon wieder auf Europatournee gehen.

### 1970er Jahre

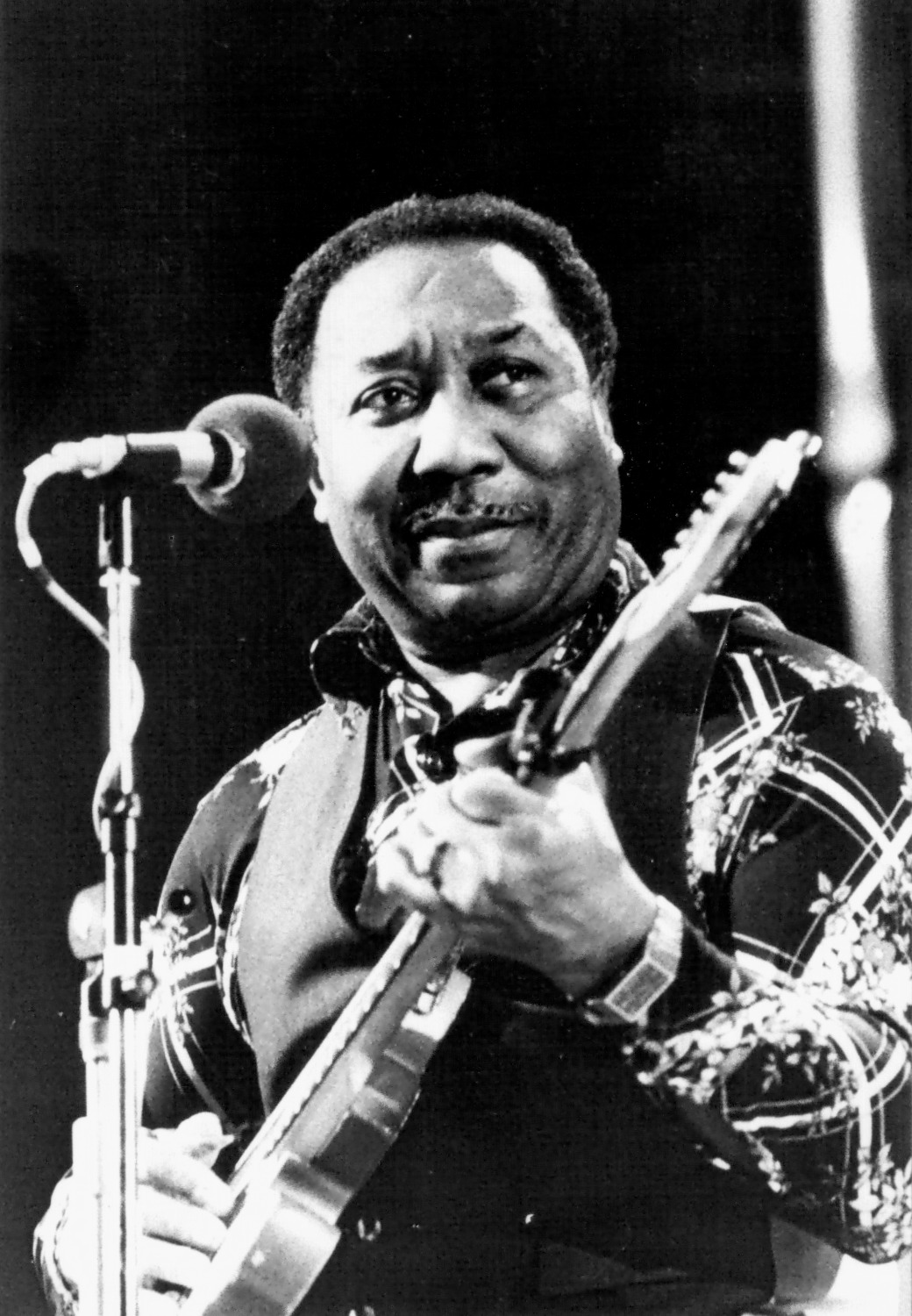
Muddy Waters (1976)

Da Muddy Waters seinen Ruf als mitreißender Live-Künstler weiterhin festigte, veröffentlichte seine Plattenfirma 1971 das Album Live At Mr. Kelly’s. Es präsentierte Muddy live in einem Chicagoer Blues-Club. Zur Band gehörten damals Paul Oscher, Pinetop Perkins, Pee Wee Madison, Sammy Lawhorn, Calvin „Fuzz“ Jones und Willie „Big Eyes“ Smith. Obwohl Muddy Waters in den 1970er Jahren fast ständig auf Tournee war, widmete er sich weiteren Studioprojekten. 1972 erschien das Album The London Muddy Waters Sessions, das er zusammen mit britischen Musikern (Rory Gallagher, Steve Winwood, Georgie Fame und Mitch Mitchell) einspielte. Eine anschließende Europatournee führte auch auf das Montreux Jazz Festival. Der dortige Auftritt wurde teilweise auf der LP Blues Avalanche – Montreux 1972 veröffentlicht. Zwischendurch erschien das 1972 in Chicago eingespielte Studioalbum Can’t Get No Grindin’ – fast gleichzeitig mit The Back Door Wolf seines ebenfalls bei Chess unter Vertrag stehenden Kollegen Howlin’ Wolf. 1973 folgten Tourneen durch Australien und Neuseeland. Im Januar 1974 wurde ein weiteres Studioalbum in Chicago eingespielt – “Unk” in Funk. Im selben Jahr war er wieder in Europa unterwegs und trat bei den Jazzfestivals in Antibes sowie in Montreux auf. Sein letztes Album für Chess Records spielte er 1975 mit Mitgliedern von The Band ein. Das Jahr 1976 brachte eine weitere große Europatournee mit Stationen in Deutschland, Polen, Schweden, Italien und der Schweiz. Im selben Jahr unterzeichnete Waters einen Vertrag bei Blue Sky Records, einem Label, das Johnny Winters Manager Steve Paul gehörte.
Im Januar 1977 wurde das erste von Johnny Winter produzierte Album Hard Again für Blue Sky veröffentlicht. Das Album war im Oktober 1976 in lockerer Atmosphäre im Studio von Dan Hartman eingespielt worden und wurde ein großer Erfolg. I’m Ready, Waters zweites Album für Blue Sky, wurde 1978 veröffentlicht. Von der Atmosphäre her ähnlich wie das Vorgängeralbum, konnten für diese Aufnahmesessions Jimmy Rogers und Big Walter Horton als Gastmusiker gewonnen werden, die bereits in den 1940er und 1950er Jahren in seiner Band gespielt hatten. Das dritte Blue Sky-Album Muddy „Mississippi“ Waters Live war ein Live-Album und bestand aus Titeln, die zum Teil bereits 1977 während einer Promotion-Tour für das Hard Again-Album mitgeschnitten worden waren. Ergänzt wurden diese Aufnahmen durch Live-Mitschnitte von 1978. Die Aufnahmesessions für Muddys letztes Album King Bee im Mai 1980 standen unter keinem guten Stern. Es gab Spannungen zwischen Muddy, seiner Band und seinem Manager Scott Cameron wegen einer geschäftlichen Auseinandersetzung. Nach einer anschließenden zweiwöchigen Japantournee trennte sich die Band (Luther „Guitar Jr.“ Johnson, Bob Margolin, Jerry Portnoy, Calvin „Fuzz“ Jones, Pinetop Perkins, Willie „Big Eyes“ Smith) schließlich von Muddy. Alle Musiker hielten jedoch ihre persönliche Freundschaft zu Muddy bis zu seinem Tode 1983 aufrecht.

### Letzte Jahre
Mit einer neuen Band, die aus Lovie Lee, George „Mojo“ Buford, John Primer, Rick Kreher, Earnest Johnson und Ray Allison bestand, ging Muddy 1980 das letzte Mal auf Europatournee. Aufgrund seines schlechter werdenden Gesundheitszustandes mussten jedoch immer mehr Konzertauftritte abgesagt werden. 1981 spielte er zusammen mit den Rolling Stones in der Checkerboard Lounge in Chicago. Ein Videomitschnitt des Konzerts erschien zuerst auf einer Bootleg-LP und stellt das letzte bekannte Tondokument Muddy Waters’ dar. Dieser Mitschnitt wurde später offiziell als DVD bzw. CD/DVD veröffentlicht.
Am 29. April 1983 feierte der Londoner Marquee Club sein 25-jähriges Jubiläum mit Künstlern wie Alexis Korner, Charlie Watts oder Bill Wyman von den Rolling Stones. Sie spielten an diesem Abend die Musik von Muddy Waters, ohne zu ahnen, dass dies bereits ein Nachruf auf ihn war. Am nächsten Tag wurde Muddy Waters’ Tod bekannt gegeben. Seine letzte Ruhestätte befindet sich auf dem Restvale Cemetery in Alsip, Illinois.

### Bandmitglieder / Teilnehmer an Plattenaufnahmen
| Gitarre - Johnny Winter - Bob Margolin - Mike Bloomfield - Phil Upchurch - Jimmy Rogers - Bo Diddley - Buddy Guy - Pete Cosey - Leroy Foster - Matt „Guitar“ Murphy - Luther Tucker - Sammy Lawhorn - Pee Wee Madison - Louis Myers - Luther „Guitar Junior“ Johnson | Klavier - Otis Spann - Pinetop Perkins - Sunnyland Slim - Little Johnny Jones | Mundharmonika - James Cotton - George „Harmonica“ Smith - Little Walter - Big Walter Horton - Jerry Portnoy - Paul Oscher - Junior Wells - Paul Butterfield - Jeff Carp - George „Mojo“ Buford | Bass - Willie Dixon - Calvin „Fuzz“ Jones - Ernest „Big“ Crawford - Sonny Wimberley - Fred Carter Jr. - Donald „Duck“ Dunn - Andrew Stephenson - Milton Rector - Charles Calmese - Louis Satterfield | Schlagzeug - Willie „Big Eyes“ Smith - Elgin Edmunds - Levon Helm - Frank Kirkland - Morris Jennings - Sam Lay - Buddy Miles - Fred Below - Francey Clay - Al Duncan - Clifton James - Leroy Foster |

## Bedeutung
Muddy Waters bedeutendster Beitrag zur Entwicklung des Blues ist der konsequente Einsatz der elektrischen Gitarre. Zwar hatten bereits vor ihm einige Musiker – beispielsweise T-Bone Walker – dieses Instrument eingesetzt, die bis heute übliche Verwendung der E-Gitarre mit aus wenigen Akkorden aufgebauten Riffs geht jedoch auf Muddy Waters zurück und ist eines der grundlegenden Merkmale der nachfolgenden Blues- und Rockmusik geworden. Er trug mit seinen Interpretationen und eigenen Kompositionen entscheidend zur Popularisierung des Blues bei.
Der von Brian Jones 1962 kreierte Name der Band Rolling Stones geht ebenfalls auf Muddy Waters zurück. So existiert einerseits ein eigener Song von Muddy Waters mit dem Titel Rollin’ Stone, und in Willie Dixons Stück Mannish Boy, der von Muddy Waters interpretiert wird, findet sich die Textzeile: “I’m a rollin’ stone – I’m a man.” Waters Text mit dem Sinnbild des rollenden Steins, das dem englischen Sprichwort A rolling stone gathers no moss entstammt, war auch Namenspate für das Musikmagazin Rolling Stone.
Muddy Waters wurde 1980 in die Blues Hall of Fame aufgenommen. 1987 wurde er in die im Vorjahr gegründete Rock and Roll Hall of Fame aufgenommen. das Album The Complete Plantation Recordings wurde 2001 in die Blues Hall of Fame aufgenommen.
Der Rolling Stone listete Muddy Waters auf Rang 17 der 100 größten Musiker sowie auf Rang 49 der 100 größten Gitarristen und auf Rang 53 der 100 größten Sänger aller Zeiten.

## Diskografie

### Alben
Die Tabelle enthält eine chronologische Auflistung der wichtigsten offiziellen LP-Veröffentlichungen. Es werden jeweils nur die original US-Ausgaben der Alben gelistet. Eventuelle Neuauflagen wurden nicht berücksichtigt.

| Jahr | Titel Musiklabel Katalog-Nr.                                                     | Höchstplatzierung, Gesamtwochen, AuszeichnungChartplatzierungen (Jahr, Titel, Musiklabel Katalog-Nr., Platzierungen, Wochen, Auszeichnungen, Anmerkungen) | Höchstplatzierung, Gesamtwochen, AuszeichnungChartplatzierungen (Jahr, Titel, Musiklabel Katalog-Nr., Platzierungen, Wochen, Auszeichnungen, Anmerkungen) | Höchstplatzierung, Gesamtwochen, AuszeichnungChartplatzierungen (Jahr, Titel, Musiklabel Katalog-Nr., Platzierungen, Wochen, Auszeichnungen, Anmerkungen) | Anmerkungen |
| Jahr | Titel Musiklabel Katalog-Nr.                                                     | DE | CH | US | Anmerkungen |
| ---- | -------------------------------------------------------------------------------- | --- | --- | --- | --- |
| 1957 | The Best of Chess LP 1427                                                        | — | — | — | Erstveröffentlichung: 1957 12 Titel, aufgenommen 1948–1954                                                                       |
| 1958 | Collaboration Tomato LP                                                          | — | — | — | Erstveröffentlichung: 1958 10 Titel, mit Otis Spann                                                                              |
| 1960 | Sings Big Bill Chess LP 1444                                                     | — | — | — | Erstveröffentlichung: 1960 10 Titel, aufgenommen 1959 – zur Erinnerung an Big Bill Broonzy                                       |
| 1960 | At Newport 1960 Chess LP 1449                                                    | — | — | — | Erstveröffentlichung: 1960 9 Titel, Live-Aufnahme Newport Jazz Festival Platz 348 der Rolling-Stone-500 (2003)                   |
| 1964 | Folk Singer Chess LP 1483                                                        | — | — | — | Erstveröffentlichung: 1964 9 Titel, aufgenommen 1963 mit Buddy Guy an der zweiten Gitarre Platz 282 der Rolling-Stone-500 (2003) |
| 1965 | The Real Folk Blues Chess LP 1501                                                | — | — | — | Erstveröffentlichung: 1965 12 Titel, aufgenommen 1947–1964                                                                       |
| 1966 | Brass and the Blues Chess LP 1507                                                | — | — | — | Erstveröffentlichung: 1966 10 Titel                                                                                              |
| 1966 | More Real Folk Blues Chess LP 1511                                               | — | — | — | Erstveröffentlichung: 1966 12 Titel, aufgenommen 1948–1953                                                                       |
| 1967 | Super Blues Checker LP 3008                                                      | — | — | — | Erstveröffentlichung: 1967 8 Titel, Jam-Session mit Little Walter, Bo Diddley                                                    |
| 1967 | The Super Super Blues Band Checker LP 3010                                       | — | — | — | Erstveröffentlichung: 1967 7 Titel, Jam-Session mit Bo Diddley, Howlin’ Wolf                                                     |
| 1968 | Electric Mud Cadet Concept LP 314                                                | — | — | US127 (8 Wo.)US | Erstveröffentlichung: 1968 8 Titel                                                                                               |
| 1969 | After the Rain Cadet Concept LP 320                                              | — | — | — | Erstveröffentlichung: 1969 8 Titel                                                                                               |
| 1969 | Fathers and Sons Chess 2-127                                                     | — | — | US70 (10 Wo.)US | Erstveröffentlichung: 1969 16 Titel (2-LP Set), Studio + Live-Aufnahmen                                                          |
| 1970 | They Call Me Muddy Waters Chess LP 1553                                          | — | — | — | Erstveröffentlichung: 1970 12 Titel, aufgenommen 1951–1967; Grammy                                                               |
| 1971 | McKinley Morganfield A.K.A. Muddy Waters GRT/Chess 2CH-60006                     | — | — | — | Erstveröffentlichung: 1971 24 Titel (2-LP Set), aufgenommen 1948–1964                                                            |
| 1972 | Live at Mr. Kelly’s GRT/Chess CH-50012                                           | — | — | — | Erstveröffentlichung: 1972 10 Titel, Live-Aufnahme aus Chicago                                                                   |
| 1972 | The London Muddy Waters Sessions GRT/Chess CH-50013                              | — | — | — | Erstveröffentlichung: 1972 10 Titel; Grammy                                                                                      |
| 1972 | Can’t Get No Grindin’ GRT/Chess CH-50023                                         | — | — | — | Erstveröffentlichung: 1972 10 Titel                                                                                              |
| 1974 | “Unk” in Funk GRT/Chess CH-60031                                                 | — | — | — | Erstveröffentlichung: 1974 9 Titel                                                                                               |
| 1975 | The Muddy Waters Woodstock Album GRT/Chess CH-60035                              | — | — | — | Erstveröffentlichung: 1975 8 Titel; Grammy                                                                                       |
| 1977 | Hard Again Blue Sky 34449                                                        | — | — | US143 (7 Wo.)US | Erstveröffentlichung: 1977 9 Titel, aufgenommen 1976; Grammy                                                                     |
| 1978 | I’m Ready Blue Sky 34928                                                         | — | — | US157 (6 Wo.)US | Erstveröffentlichung: 1978 9 Titel, aufgenommen 1977; Grammy                                                                     |
| 1979 | Muddy „Mississippi“ Waters Live Blue Sky 35712                                   | — | — | — | Erstveröffentlichung: 1979 7 Titel, Live-Aufnahmen von 1977 und 1978; Grammy                                                     |
| 1981 | King Bee Blue Sky 37064                                                          | — | — | US192 (2 Wo.)US | Erstveröffentlichung: 1981 10 Titel, aufgenommen 1980                                                                            |
| 1982 | Rolling Stone Sugar Hill/Chess CH-8202                                           | — | — | — | Erstveröffentlichung: 1982 14 Titel, aufgenommen 1950–1960                                                                       |
| 1984 | Rare and Unissued MCA/Chess CH-9180                                              | — | — | — | Erstveröffentlichung: 1984 14 Titel, aufgenommen 1947–1960                                                                       |
| 1989 | Trouble No More MCA/Chess CH-9291                                                | — | — | — | Erstveröffentlichung: 1989 12 Titel, aufgenommen 1955–1959                                                                       |
| 1989 | The Chess Box MCA/Chess CH6-80002                                                | — | — | — | Erstveröffentlichung: 1989 72 Titel (6-LP Box), aufgenommen 1947–1972                                                            |
| 2010 | The Father Of Chicago Blues                                                      | — | — | US133 (1 Wo.)US | Erstveröffentlichung: 2010 |
| 2012 | Checkerboard Lounge / Live Chicago 1981 [DVD] Eagle Vision / Eagle Rock EREDV946 | DE36 (4 Wo.)DE | — | — | Erstveröffentlichung: 1981 Videoalbum                                                                                            |
| 2012 | Checkerboard Lounge / Live Chicago 1981 Mercury MSVL542954                       | DE21 (2 Wo.)DE | — | — | Erstveröffentlichung: 1981 |
| 2016 | Blue Skies - The Best Of Muddy Waters Epic 509315 2                              | — | CH78 (1 Wo.)CH | — | Erstveröffentlichung: 2002 |
| 2021 | The Montreux Years BMG Rights BMGCAT519CD                                        | — | CH31 (1 Wo.)CH | — | Erstveröffentlichung: 2021 |

grau schraffiert: keine Chartdaten aus diesem Jahr verfügbar
1984 wurde der komplette Chess-Katalog von MCA Records aufgekauft. Daraufhin wurden in den folgenden Jahren die meisten der Chess/Checker/Cadet-Alben offiziell auf CD wiederveröffentlicht, zum Teil mit Bonusstücken. Daneben wurden viele dieser Aufnahmen von nicht authentifizierten Labels – wie etwa Charly Records – herausgebracht. In den letzten Jahren folgte eine Flut von Wiederveröffentlichungen des älteren Materials auf Labels, die sich auf die Wiederveröffentlichung von copyrightfreiem Material (also älter als 50 Jahre) spezialisiert haben. Die Qualität dieser Reissues ist jedoch zum Teil fragwürdig. Eine hochwertige Komplettedition der Aristocrat und Chess Titel wurde im Jahre 2000 von MCA Records begonnen und 2004 von Hip-O Select (dem Sammler-Label der Universal Music Group) fortgeführt:
- Rollin’ Stone – The Golden Anniversary Collection, 1947–1952 (MCA 088 112 301-2)
- Hoochie Coochie Man – The Complete Chess Masters Volume 2, 1952–1958 (Hip-O Select B0002758-02)

Die Blue-Sky-Alben wurden mehrmals von Sony BMG neu aufgelegt, zuletzt im Jahre 2004 als erweiterte Ausgaben mit Bonusstücken und neuen Liner Notes von Bob Margolin.

### Livealben
Neben den oben aufgelisteten Alben sind im Laufe der Jahre zahlreiche offizielle und inoffizielle Live-Alben in unterschiedlicher Qualität erschienen. Hier eine Auswahl:
- In Concert 1958 (Krazy Kat KK 7405) – “Free Trade Hall”, Manchester, 1958
- All Night Long – Live! (Varese Sarabande 302 066 662) – Europa 1964; Montreux 1972; Nice 1977
- Live in Paris (Esoldun FC 121) – “Salle Pleyel”, Paris, 1968
- Goin’ Home (Fan Club CD 99) – Paris, 1970
- Lost Tapes (Topcat BFTC 02982) – Washington & Oregon, 1971
- Paris, 1972 (Pablo PACD 5302-2) – Paris, 1972
- No Minstrels (Blue Knight BKR 023) – “Music Hall”, Boston, 1974
- Live in Antibes (Esoldun FC 116) – Antibes 1974
- Live in Switzerland 1976 (Jazz Helvetica CD 02) – Monthey 1976
- The Warsaw Session, Vol. 1 (Poljazz LP 0634) – Warschau 1976
- The Warsaw Session, Vol. 2 (Poljazz LP 0635) – Warschau 1976
- Live 1976 (Corinne LP 100) – “Westfalenhalle”, Dortmund 1976
- Hoochie Coochie Man (Just A Memory CD JAM 9142-2) – “Rising Sun Club”, Montreal, 1977
- Breakin’ It Up, Breakin’ It Down (Epic/Legacy 88697 07283-2) – “Palladium”, New York, 1977; “Tower Theatre”, Upper Darby, 1977; “Masonic Temple Theatre”, Detroit, 1977
- Chicago 1979 (Charly CBL 751) – “Harry Hope’s Club”, Cary, 1979
- Sweet Home Chicago (The Swingin’ Pig CD TSP 115-2) – “Checkerboard Lounge”, Chicago, 1981

### Kompilationen
- The Anthology (2001, Platz 38 der Rolling-Stone-500 (2003)[13]; 2023 wurde sie auf Platz 483 herabgestuft.[14])

### Singles
Die Tabelle listet alle Singles auf, die beim Aristocrat/Chess-Label erschienen sind.

| Jahr | Titel Album                                                             | Höchstplatzierung, Gesamtwochen, AuszeichnungChartplatzierungen (Jahr, Titel, Album, Platzierungen, Wochen, Auszeichnungen, Anmerkungen) | Höchstplatzierung, Gesamtwochen, AuszeichnungChartplatzierungen (Jahr, Titel, Album, Platzierungen, Wochen, Auszeichnungen, Anmerkungen) | Anmerkungen                                                     |
| Jahr | Titel Album                                                             | UK | R&B | Anmerkungen                                                     |
| ---- | ----------------------------------------------------------------------- | --- | --- | --------------------------------------------------------------- |
| 1948 | Gypsy Woman / Little Anna Mae –                                         | — | — | Erstveröffentlichung: März 1948 Musiklabel: Aristocrat 1302     |
| 1948 | I Feel like Going Home / I Can’t Be Satisfied –                         | — | R&B11 (2 Wo.)R&B | Erstveröffentlichung: Juni 1948 Musiklabel: Aristocrat 1305     |
| 1948 | Train Fare Home / Sittin’ Here and Drinkin’ –                           | — | — | Erstveröffentlichung: Oktober 1948 Musiklabel: Aristocrat 1306  |
| 1949 | You’re Gonna’ Miss Me (When I’m Dead and Gone) / Mean Red Spider –      | — | — | Erstveröffentlichung: Februar 1949 Musiklabel: Aristocrat 1307  |
| 1949 | Streamlined Woman / Muddy Jumps One –                                   | — | — | Erstveröffentlichung: Juni 1949 Musiklabel: Aristocrat 1310     |
| 1949 | Little Geneva / Canary Bird –                                           | — | — | Erstveröffentlichung: November 1949 Musiklabel: Aristocrat 1311 |
| 1950 | Screaming and Crying / Where’s My Woman Been –                          | — | — | Erstveröffentlichung: Februar 1950 Musiklabel: Aristocrat 406   |
| 1950 | Rollin’ and Tumblin’ (Part 1) / Rollin’ and Tumblin’ (Part 2) –         | — | — | Erstveröffentlichung: April 1950 Musiklabel: Aristocrat 412     |
| 1950 | Rollin’ Stone / Walkin’ Blues –                                         | — | — | Erstveröffentlichung: Juni 1950 Musiklabel: Chess 1426          |
| 1950 | You’re Gonna Need My Help / Sad Letter Blues –                          | — | — | Erstveröffentlichung: September 1950 Musiklabel: Chess 1434     |
| 1950 | Louisiana Blues / Evan’s Shuffle –                                      | — | R&B10 (1 Wo.)R&B | Erstveröffentlichung: November 1950 Musiklabel: Chess 1441      |
| 1951 | Long Distance Call / Too Young to Know –                                | — | R&B8 (1 Wo.)R&B | Erstveröffentlichung: März 1951 Musiklabel: Chess 1452          |
| 1951 | Honey Bee / Appealing Blues –                                           | — | R&B10 (1 Wo.)R&B | Erstveröffentlichung: Juli 1951 Musiklabel: Chess 1468          |
| 1951 | Still a Fool / My Fault –                                               | — | R&B9 (3 Wo.)R&B | Erstveröffentlichung: Oktober 1951 Musiklabel: Chess 1480       |
| 1951 | She Moves Me / Early Morning Blues –                                    | — | R&B10 (1 Wo.)R&B | Erstveröffentlichung: Dezember 1951 Musiklabel: Chess 1490      |
| 1952 | All Night Long / Country Boy –                                          | — | — | Erstveröffentlichung: April 1952 Musiklabel: Chess 1509         |
| 1952 | Please Have Mercy / Looking for My Baby (= I Can’t Be Satisfied) –      | — | — | Erstveröffentlichung: Juni 1952 Musiklabel: Chess 1514          |
| 1952 | Standing Around Crying / Gone to Main Street –                          | — | — | Erstveröffentlichung: November 1952 Musiklabel: Chess 1526      |
| 1953 | She’s All Right / Sad Sad Day –                                         | — | — | Erstveröffentlichung: April 1953 Musiklabel: Chess 1537         |
| 1953 | Turn the Lamp Down Low / Who’s Gonna Be Your Sweet Man –                | — | — | Erstveröffentlichung: Mai 1953 Musiklabel: Chess 1542           |
| 1953 | Blow Wind, Blow / Mad Love –                                            | — | R&B6 (2 Wo.)R&B | Erstveröffentlichung: Oktober 1953 Musiklabel: Chess 1550       |
| 1954 | I’m Your Hoochie Coochie Man / She’s So Pretty –                        | — | R&B3 (13 Wo.)R&B | Erstveröffentlichung: Februar 1954 Musiklabel: Chess 1560       |
| 1954 | Just Make Love to Me / Oh! Yeh –                                        | — | R&B4 (13 Wo.)R&B | Erstveröffentlichung: Mai 1954 Musiklabel: Chess 1571           |
| 1954 | I’m Ready / I Don’t Know Why –                                          | — | R&B4 (9 Wo.)R&B | Erstveröffentlichung: September 1954 Musiklabel: Chess 1579     |
| 1954 | I’m a Natural Born Lover / Loving Man –                                 | — | — | Erstveröffentlichung: Dezember 1954 Musiklabel: Chess 1585      |
| 1955 | I Want to Be Loved / My Eyes (Keep Me in Trouble) –                     | — | — | Erstveröffentlichung: April 1955 Musiklabel: Chess 1596         |
| 1955 | Manish Boy / Young Fashion Ways –                                       | — | — | Erstveröffentlichung: Juni 1955 Musiklabel: Chess 1602          |
| 1955 | Sugar Sweet –                                                           | — | R&B11 (2 Wo.)R&B | Erstveröffentlichung: November 1955 Musiklabel: Chess 1612      |
| 1955 | Trouble No More –                                                       | — | R&B7 (6 Wo.)R&B | Erstveröffentlichung: November 1955 Musiklabel: Chess 1612      |
| 1956 | Forty Days & Forty Nights / All Aboard –                                | — | R&B7 (6 Wo.)R&B | Erstveröffentlichung: April 1956 Musiklabel: Chess 1620         |
| 1956 | Don’t Go No Farther / Diamonds at Your Feet –                           | — | R&B9 (2 Wo.)R&B | Erstveröffentlichung: Juli 1956 Musiklabel: Chess 1630          |
| 1956 | I Got to Find My Baby / Just to Be with You –                           | — | R&B11 (2 Wo.)R&B | Erstveröffentlichung: November 1956 Musiklabel: Chess 1644      |
| 1957 | Rock Me / Got My Mojo Working –                                         | — | — | Erstveröffentlichung: März 1957 Musiklabel: Chess 1652          |
| 1957 | Good News / Come Home Baby (I Wish You Would) –                         | — | — | Erstveröffentlichung: August 1957 Musiklabel: Chess 1667        |
| 1958 | I Live the Life I Love (I Love the Life I Live) / Evil –                | — | — | Erstveröffentlichung: Februar 1958 Musiklabel: Chess 1686       |
| 1958 | She’s Got It / I Won’t Go On –                                          | — | — | Erstveröffentlichung: Mai 1958 Musiklabel: Chess 1692           |
| 1958 | Close to You / She’s Nineteen Years Old –                               | — | R&B9 (13 Wo.)R&B | Erstveröffentlichung: September 1958 Musiklabel: Chess 1704     |
| 1959 | Mean Mistreater / Walking Thru the Park –                               | — | — | Erstveröffentlichung: Februar 1959 Musiklabel: Chess 1718       |
| 1959 | Clouds in My Heart / Ooh Wee –                                          | — | — | Erstveröffentlichung: April 1959 Musiklabel: Chess 1724         |
| 1959 | Take the Bitter with the Sweet / She’s into Somethin’ –                 | — | — | Erstveröffentlichung: Juli 1959 Musiklabel: Chess 1733          |
| 1959 | Recipe for Love / Tell Me Baby –                                        | — | — | Erstveröffentlichung: Oktober 1959 Musiklabel: Chess 1739       |
| 1960 | I Feel So Good / When I Get to Thinking –                               | — | — | Erstveröffentlichung: Januar 1960 Musiklabel: Chess 1748        |
| 1960 | Read Way Back / I’m Your Doctor –                                       | — | — | Erstveröffentlichung: April 1960 Musiklabel: Chess 1752         |
| 1960 | Look What You’ve Done / Love Affair –                                   | — | — | Erstveröffentlichung: Juli 1960 Musiklabel: Chess 1758          |
| 1960 | Tiger in Your Tank / Meanest Woman –                                    | — | — | Erstveröffentlichung: September 1960 Musiklabel: Chess 1765     |
| 1960 | Got My Mojo Working (live) / Woman Wanted –                             | — | — | Erstveröffentlichung: Dezember 1960 Musiklabel: Chess 1774      |
| 1961 | Lonesome Room Blues / Messin’ with the Man –                            | — | — | Erstveröffentlichung: Juli 1961 Musiklabel: Chess 1796          |
| 1962 | Tough Times / Going Home –                                              | — | — | Erstveröffentlichung: März 1962 Musiklabel: Chess 1819          |
| 1962 | Muddy Waters Twist / You Shook Me –                                     | — | — | Erstveröffentlichung: Juni 1962 Musiklabel: Chess 1827          |
| 1962 | You Need Love / Little Brown Bird –                                     | — | — | Erstveröffentlichung: November 1962 Musiklabel: Chess 1839      |
| 1963 | Five Long Years / Twenty-Four Hours –                                   | — | — | Erstveröffentlichung: Juli 1963 Musiklabel: Chess 1862          |
| 1964 | The Same Thing / You Can’t Lose What You Ain’t Never Had –              | — | — | Erstveröffentlichung: April 1964 Musiklabel: Chess 1895         |
| 1964 | Short Dress Woman / My John the Conquer Root –                          | — | — | Erstveröffentlichung: November 1964 Musiklabel: Chess 1914      |
| 1965 | Put Me in Your Lay Away / Still a Fool –                                | — | — | Erstveröffentlichung: Januar 1965 Musiklabel: Chess 1921        |
| 1965 | My Dog Can’t Bark / I Got a Rich Man’s Woman –                          | — | — | Erstveröffentlichung: Juli 1965 Musiklabel: Chess 1937          |
| 1966 | Corina, Corina / Hoochie Coochie Man –                                  | — | — | Erstveröffentlichung: September 1966 Musiklabel: Chess 1973     |
| 1967 | Birdnest on the Ground / When the Eagle Flies –                         | — | — | Erstveröffentlichung: September 1967 Musiklabel: Chess 2018     |
| 1970 | Going Home / I Feel So Good –                                           | — | — | Erstveröffentlichung: 1970 Musiklabel: Chess 2085               |
| 1971 | Making Friends / Two Steps Forward –                                    | — | — | Erstveröffentlichung: Februar 1971 Musiklabel: Chess 2107       |
| 1973 | Can’t Get No Grindin’ (What’s the Matter with the Meal) / Garbage Man – | — | — | Erstveröffentlichung: September 1973 Musiklabel: Chess 2143     |
| 1988 | Mannish Boy –                                                           | UK51 (7 Wo.)UK | — | Erstveröffentlichung: 9. Juli 1988 Musiklabel: Epic Mud1        |

grau schraffiert: keine Chartdaten aus diesem Jahr verfügbar

### Videoalben
- 2000: Muddy Waters – Got My Mojo Working: Rare Performances 1968-1978
- 2002: Muddy Waters – Can’t Be Satisfied
- 2003: American Folk Blues Festival 1962-1966 – Volume One
- 2004: Messin’ with the Blues – “Montreux Jazz Festival”, aufgenommen 1974 in der Schweiz zusammen mit Buddy Guy and Junior Wells
- 2004: Muddy Waters – Folk Singer
- 2005: In Concert 1971 – “West Coast” – Tour, aufgenommen 1971
- 2005: Classic Concerts – “New Port Jazz Festival” (1960) sowie “Copenhagen Jazz Festival” (1968)
- 2006: Live 1971 – “University of Oregon”, aufgenommen am 19. Oktober 1971 zusammen George „Harmonica“ Smith
- 2006: Live – “University of Oregon”, aufgenommen am 19. Oktober 1971 mit anderen Artisten
- 2007: Live on Tour
- 2008: Live in Montreal – “Montreal Jazz Festival”, aufgenommen 1980 zusammen mit Band und Koko Taylor sowie James Cotton
- 2009: Live at Chicagofest – “Chicago Blues Fest”, aufgenommen 1981 zusammen mit Johnny Winter, Big Twist und Mighty Joe Young.

## Auszeichnungen

### Grammy Awards
- 1971 – Best Ethnic or Traditional Folk Recording – They Call Me Muddy Waters
- 1972 – Best Ethnic or Traditional Folk Recording – The London Muddy Waters Session
- 1975 – Best Ethnic or Traditional Folk Recording – The Muddy Waters Woodstock Album
- 1977 – Best Ethnic or Traditional Folk Recording – Hard Again
- 1978 – Best Ethnic or Traditional Folk Recording – I’m Ready
- 1979 – Best Ethnic or Traditional Folk Recording – Muddy “Mississippi” Waters Live[16]

### Rock and Roll Hall of Fame
Die Rock and Roll Hall of Fame nahm vier Songs von Muddy Waters in die Liste der 500 Songs That Shaped Rock and Roll auf.
- 1950 – Rollin’ Stone
- 1954 – Hoochie Coochie Man
- 1955 – Mannish Boy
- 1957 – Got My Mojo Working

### Blues Music Awards
- 1994 – Reissue Album of the Year – The Complete Plantation Recordings
- 1995 – Reissue Album of the Year – One More Mile
- 2000 – Traditional Blues Album of the Year – The Lost Tapes of Muddy Waters
- 2002 – Historical Blues Album of the Year – Fathers and Sons
- 2006 – Historical Album of the Year – Hoochie Coochie Man: Complete Chess Recordings, Volume 2, 1952-1958

### Sonstige Auszeichnungen
Aufnahme in die
- 1980: Blues Foundation Hall of Fame
- 1987: Rock and Roll Hall of Fame
- 1992 erhielt Muddy Waters den Grammy Lifetime Achievement Award und 1994 legte die US-Post eine 29-Cent-Marke mit dem Bild Muddy Waters´auf.[17]
- 2012: Benennung eines Merkurkraters nach ihm: Merkurkrater Waters.[18]